# Бертрикур
Бертрику́р (фр. Bertricourt) — коммуна во Франции, находится в регионе Пикардия. Департамент коммуны — Эна. Входит в состав кантона Гиньикур. Округ коммуны — Лан. Стоит на реке Сюип.
Код INSEE коммуны — 02076.

## Население
Население коммуны на 2010 год составляло 156 человек.
| 1962 | 1968 | 1975 | 1982 | 1990 | 1999 | 2010 |
| ---- | ---- | ---- | ---- | ---- | ---- | ---- |
| 59   | 52   | 55   | 59   | 66   | 70   | 156  |

## Экономика
В 2010 году среди 95 человек трудоспособного возраста (15—64 лет) 72 были экономически активными, 23 — неактивными (показатель активности — 75,8 %, в 1999 году было 79,1 %). Из 72 активных жителей работали 70 человек (39 мужчин и 31 женщина), безработных было 2 (0 мужчин и 2 женщины). Среди 23 неактивных 9 человек были учениками или студентами, 7 — пенсионерами, 7 были неактивными по другим причинам.